# Riksväg 3, Nederländerna

Sträckningen för nederländska riksväg 3.

Riksväg 3 (Rijksweg 3) i Nederländerna går mellan Dordrecht och Papendrecht i nord-sydlig riktning. Vägen binder ihop riksvägarna 15 och 16.